# Vsevolod Vladimirovič Zel'čenko
Vsevolod Vladimirovič Zel'čenko (in russo Всеволод Владимирович Зельченко?; Leningrado, 25 settembre 1972) è un poeta e insegnante russo.

## Biografia
Si è laureato presso la facoltà di filologia dell'Università statale di San Pietroburgo. Dal 1994 insegna greco e latino al ginnasio di San Pietroburgo N°610 e dal 2009 ne è vicedirettore scientifico. Nel 2003 ha discusso la sua tesi di dottorato L'opera di Erinna nel contesto della letteratura antica con relatrice N. A. Čistjakova. Collaboratore della Bibliotheca classica Petropolitana, istituzione pietroburghese di studi classici, è coordinatore dell'associazione russa degli insegnanti di lingue antiche.
Zel'čenko è uno dei tardi rappresentanti della tradizione poetica di San Pietroburgo, che risale a Innokentij Annenskij e che tende alla raffinatezza della forma e all'espressione di una visione stoica del mondo. Tra le caratteristiche della sua poetica vi sono l'abbondanza di connessioni intertestuali con la poesia classica e i classici russi dell'epoca di Puškin e l'interesse per il genere della ballata. Si distingue il ciclo di epitaffi ironici Russkij Spun-River (Русский Спун-Ривер), creato analogamente al noto libro di epitaffi Antologia di Spoon River di Edgar Lee Masters, ma con una diversa intonazione attraverso l'uso del distico elegiaco, che conferisce ai testi un'aura classica.

## Opere

### Poesia
- (RU) Kollaž, San Pietroburgo, 1991.
- (RU) Iz Afriki: Stichi, Mosca, Argo-Risk, 1994.
- (RU) Vojsko: Stichotvorenija, San Pietroburgo, Puškinskij fond, 1997.

### Critica letteraria
- (RU) Stichotvorenie Vladislava Chodaseviča «Obez'jana». Kommentarij, Mosca, Novoe izdatel'stvo, 2019, ISBN 978-5-98379-236-4.